# مشعر (الظهار)

تعديل مصدري - تعديل

مشعر هي إحدى قرى عزلة ثواب الأسفل بمديرية الظهار التابعة لمحافظة إب، بلغ تعداد سكانها 237 نسمة حسب تعداد اليمن لعام 2004.